# جون ليند
جون ليند (بالإنجليزية: John Lind)‏ هو محامي وسياسي أمريكي، ولد في 25 مارس 1854 في سمولاند في السويد، وتوفي في 18 سبتمبر 1930 في منيابولس في الولايات المتحدة. حزبياً، نشط في الحزب الديمقراطي والحزب الجمهوري. وقد انتخب عضو مجلس النواب الأمريكي عن دائرة Minnesota's 2nd congressional district ‏ (4 مارس 1887 – 3 مارس 1893) وانتخب حاكم مينيسوتا ‏ (2 يناير 1899 – 7 يناير 1901) وانتخب عضو مجلس النواب الأمريكي عن دائرة Minnesota's 5th congressional district ‏ (4 مارس 1903 – 3 مارس 1905).